# 浮石乡
浮石乡，是中华人民共和国江西省赣州市南康区下辖的一个乡镇级行政单位。

## 行政区划
浮石乡下辖以下地区：
贤女村、罗坳村、江口村、浮石村、幸福村、赣桥村、窝坑村、窝窖村、莲州村、高州村、青云村和圳玄村。